# Konstytucja Jugosławii (1931)
Konstytucja Królestwa Jugosławii – ustawa regulująca ustrój prawny Królestwa Jugosławii od 1931 roku do drugiej wojny światowej, nadana przez króla Aleksandra I Karadziordziewicia.

## Uchwalenie konstytucji
Kryzys polityczny w Królestwie Serbów, Chorwatów i Słoweńców, wywołany sporami zwolenników centralizmu i unitaryzmu ze zwolennikami federalizacji państwa, a którego kulminację stanowiła strzelanina podczas obrad parlamentu w czerwcu 1928 roku i śmierć przywódcy Chorwackiej Partii Chłopskiej Stjepana Radicia, doprowadził do zamachu stanu dokonanego przez króla Aleksandra I Karadziordziewicia 6 stycznia 1929 roku. W jego efekcie w kraju została zaprowadzona królewska dyktatura, a uchwalona w 1921 roku konstytucja widowdańska została zawieszona. Rozwiązano parlament, partie polityczne, samorząd gminny i wprowadzono cenzurę.
Dekretem z 3 października 1929 roku król Aleksander I Karadziordziewić zmienił nazwę państwa na Królestwo Jugosławii i wprowadził nowy podział administracyjny królestwa, dzieląc go na dziewięć banowin, na których czele stanęli powoływani przez króla banowie. Granice banowin i ich nazwy ustalono tak, aby zerwać z historycznym podziałem kraju, zapewnić przewagę ludności serbskiej i wprowadzić unitarystyczny charakter państwa. Jednak wielki kryzys spowodował niezadowolenie społeczne. Ustępstwem króla było nadanie przezeń Jugosławii w dniu 3 września 1931 roku nowej konstytucji (oktrojowanej), która miała stworzyć pozory monarchii parlamentarnej.

## Ustrój państwa
Na mocy wprowadzonej ustawy zasadniczej, mimo pozorów monarchii parlamentarnej, faktyczna władza miała pozostać w rękach króla. To on miał być głównym organem władzy wykonawczej i powoływać rząd, który tylko przed nim był odpowiedzialny. Król odgrywał także istotną rolę we władzy ustawodawczej: wprowadzono co prawda dwuizbowy parlament (izba niższa – Skupsztina, izba wyższa – Senat), jednak to monarcha go zwoływał i rozwiązywał. Król miał także prawo zawiesić obowiązywanie konstytucji w każdej chwili. Moc zachowały także wydane wcześniej dekrety (w tym o nazwie państwa i jego nowym podziale administracyjnym, potwierdzające unitarny charakter państwa). Wkrótce ogłoszono także nową ordynację wyborczą, zgodnie z którą głosowanie na kandydatów do parlamentu miało być jawne, a zgłoszeni kandydaci musieli być zatwierdzeni przez administrację; król mianował także połowę senatorów.

## Obowiązywanie konstytucji
Aby zachować na zewnątrz pozory demokracji, utworzono dwie partie polityczne, w praktyce kontrolowane przez uzależniony od króla rząd. Dotkliwie represjonowano natomiast faktyczną, zdelegalizowaną opozycję, a w szczególności zwolenników federalistycznego ustroju państwa. Taka polityka rządu, mimo pokojowego charakteru postulatów opozycji, w szczególności internowanie jej przywódców, stanowiła pożywkę dla rozwoju organizacji separatystycznych, w szczególności chorwackich Ustaszy i Wewnętrznej Macedońskiej Organizacji Rewolucyjnej, które w 1934 roku doprowadziły do udanego zamachu na życie króla.
Śmierć monarchy nie zmieniła charakteru władzy, choć rządowi udało się uzyskać poparcie ze strony części wcześniejszych przeciwników. Jednak nadal istniała silna opozycja, która w wyborach 1938 roku uzyskała aż 44,9% głosów. To, oraz zmiany sytuacji międzynarodowej ostatecznie doprowadziło w sierpniu 1939 roku do ugody między rządem a Chorwatami, na mocy którego utworzono autonomiczną Banowinę Chorwacji.
W 1941 roku Jugosławia została pokonana przez siły państw Osi i ich sojuszników. Na terenie okupowanego kraju były aktywne ugrupowania partyzanckie, z których najsilniejszym była komunistyczna Narodowa Armia Wyzwolenia Jugosławii. W obliczu zbliżającej się klęski okupantów rząd emigracyjny podpisał z komunistami w czerwcu 1944 roku porozumienie, zgodnie z którym po wojnie miała być podjęta decyzja o nowym ustroju państwa; w kolejnym porozumieniu z listopada tego roku postanowiono o zwołaniu Zgromadzenia Konstytucyjnego i referendum w sprawie określenia ustroju. W listopadzie 1945 roku, pod całkowitą kontrolą komunistów, odbyły się wybory do Zgromadzenia Konstytucyjnego, które jeszcze w tym samym miesiącu proklamowało powołanie republiki, a 31 stycznia 1946 roku uchwaliło nową konstytucję.